# Gideon Mantell

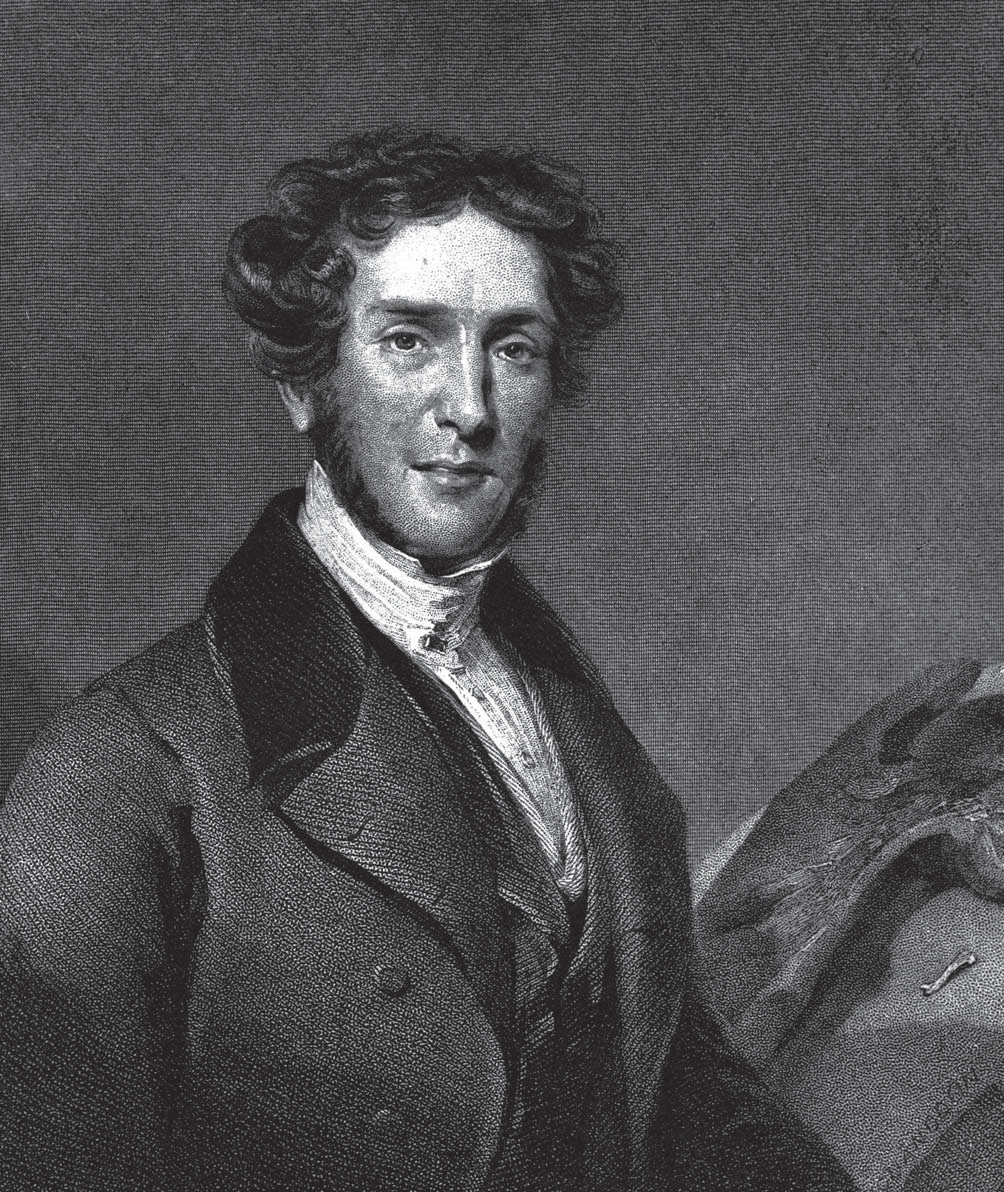
Gideon A. Mantell

Gideon Algernon Mantell (* 3. Februar 1790 in Lewes, Sussex, England; † 10. November 1852 in Clapham, Surrey) war ein britischer Arzt, Geologe und Paläontologe, dem zugeschrieben wird, als erster anhand des Studiums von Fossilien erkannt zu haben, dass die Erde in der geologischen Vergangenheit von den riesigen Landreptilien bevölkert wurde, die später unter der Bezeichnung Dinosaurier populär wurden.

## Leben und Wirken
Gideon Mantell wurde in Lewes, Sussex geboren und verbrachte die Zeit, die ihm seine Arztpraxis ließ, mit geologischen Forschungen. Er sammelte vorwiegend in Sussex Fossilien von Meerestieren, die – wie man heute weiß – aus der älteren Kreidezeit stammten. Als er 1819 auch mit der Sammlung von Fossilien aus dem Fundort Whiteman's Green in der Nähe von Cuckfield begann, kamen diese jedoch aus der jüngeren Kreidezeit und stammten von Land- sowie von Süßwasserlebewesen. Unter seinen Cuckfield-Funden im Jahre 1820 befanden sich auch sehr große Knochen, die in Größe sogar die übertrafen, die William Buckland in Stonesfield, Oxfordshire entdeckt hatte. Kurz bevor er sein erstes Buch The Fossils of South Downs or Illustrations of the Geology of Sussex abschloss, fand er außerdem einige sehr große Zähne, deren Herkunft er nicht erklären konnte. Die oft überlieferte Version, dass er den Fundort für diese außergewöhnlichen Überreste seiner Frau Mary zu verdanken hatte, die ihm für die Illustration seiner Sammlung hilfreich zur Seite stand, ist nicht belegt. Wissenschaftler ordneten Mantells außergewöhnlichen Fundstücke Fischen oder Säugetieren aus einer wesentlich jüngeren Periode zu. Selbst der berühmte französische Wissenschaftler Georges Cuvier identifizierte einen der Zähne zunächst anhand der damaligen Disziplin „vergleichende Anatomie“ als oberen Schneidezahn von einem Nashorn. Mantell dagegen war sich sicher, dass die abgenutzten Zähne, die Einkerbungen aufwiesen und auf eine Pflanzen fressende Tierart hindeuteten, aus dem Mesozoikum stammten und dass sie denen eines Leguans (Iguana) ähnelten, nur dass dieses Tier 20 mal so groß war. Georges Cuvier schloss sich bald Mantells Meinung an, nachdem er die Untersuchung der gesamten fossilen Zähne vorgenommen hatte und die Funde auf die frühe Existenz einer unbekannten riesigen Echse zurückführte. Mantell nannte seine Entdeckung anfangs „Iguanosaurus“, änderte jedoch bald darauf die Bezeichnung in Iguanodon (Leguan-Zahn) um.

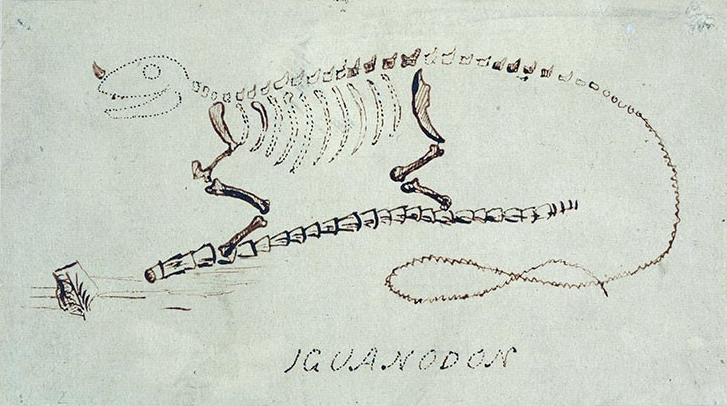
Mantells eigene Rekonstruktion von Iguanodon wurde nie von ihm veröffentlicht.

Der heftigste Widerspruch, der Mantells Ansichten entgegengebracht wurde, kam von dem hochangesehenen Wissenschaftler Richard Owen, der vehement die Ansicht vertrat, dass diese Zähne nur von einem Säugetier stammen könnten. Im Laufe der folgenden Jahre sammelte Mantell weitere Fossilien, um zum einen zu belegen, dass die Vorderbeine dieses Dinosauriers wesentlich kürzer waren als die Hinterbeine und damit zu keiner noch existierenden Art gehören könnten, und zum anderen, um zu zeigen, dass die Fossilien, die Owen unterschiedlichen Wirbeltieren zuordnete, alle dem Iguanodon zuzurechnen wären.
1825 publizierte Mantell seine Notice on the Iguanodon, a Newly Discovered Fossil Reptile, from the Sandstone of Tilgate Forest, in Sussex, die er das erste Mal auf einem Treffen der Royal Society mit Erfolg präsentierte. Als Folge davon wurde er zum Mitglied der Royal Society gewählt und Ehrenmitglied des Institut de Paris. Er wurde außerdem mit der Wollaston-Medaille der Geological Society of London geehrt.
1833 zog Mantell nach Brighton um, der wirtschaftliche Erfolg seiner Arztpraxis litt jedoch unter dem Umzug. Das von ihm in Brighton eingerichtete Museum seiner Fossilien war ebenso ein finanzieller Misserfolg, da er regelmäßig auf Eintrittsgeld verzichtete. Aufgrund finanzieller Engpässe war Mantell daher gezwungen, seine Sammlung zu verkaufen. 1839 verließ ihn seine Frau und sein jüngster Sohn Walter emigrierte nach Neuseeland. Mantell zog nach London und versuchte eine neue Praxis in Clapham aufzubauen, während er seine Lieblingstochter Hannah pflegte. Ihr Tod im Jahr 1840 traf ihn schwer.
Durch einen schweren Unfall mit einer Kutsche verkrüppelt und unter ständigen Schmerzen leidend, setzte er trotzdem seine wissenschaftlichen Arbeiten fort und veröffentlichte bis zu seinem Tode eine Reihe wissenschaftlicher Publikationen. 1852 starb er an einer Überdosis Morphium, das er normalerweise als Schmerzmittel benutzte. Seine deformierte Wirbelsäule wurde bei der Autopsie entfernt und bis 1969 im Royal College of Surgeons of England ausgestellt.
Im Jahre 2000 wurde in Erinnerung an Mantells Entdeckung und seiner Leistungen für die Paläontologie in Whiteman's Green, Cuckfield, ihm zu Ehren ein Denkmal eingeweiht. Seit 1972 ist er Namensgeber für den Felssporn Mantell Screes im ostantarktischen Coatsland.

## Werke
- The Fossils of the South Downs. Lupton Relfe, London 1822.
- Illustrations of the Geogology of Sussex. Lupton Relfe, London 1827.
- Thoughts on a Pebble. Reeve, Benham & Reeve, London 1849.